# Willie Peyote
Willie Peyote, pseudonimo di Guglielmo Bruno (Torino, 28 agosto 1985), è un rapper e cantautore italiano.

## Biografia

### Primi anni
Nato da padre torinese di Barriera e madre biellese, entrambi musicisti, il suo nome d'arte unisce il personaggio Wile E. Coyote con il peyote, cactus dagli effetti allucinogeni proveniente dall'America del Nord; Willie è inoltre un riferimento al suo nome di battesimo, Guglielmo.
Ha conseguito la laurea in Scienze politiche con una tesi sulla rivolta di Los Angeles del 1992 come conseguenza del pestaggio di Rodney King da parte della polizia. Si è avvicinato al mondo della musica grazie al padre, seguendolo anche in tournée. Dopo aver sperimentato vari generi musicali, tra cui il rock e il punk, nel 2004 è entrato nel mondo dell'hip hop e fonda gli S.O.S. Clique insieme a Kavah e Shula, pubblicando diversi demo e l'EP L'erbavoglio, uscito nel 2008.

### 2011-2014: prime pubblicazioni
Tra il 2011 e il 2012 Willie Peyote ha pubblicato in streaming attraverso SoundCloud una trilogia di EP intitolata Manuale del giovane nichilista, che già dal titolo suggerisce la sua visione del mondo e il suo modo di comunicarlo ai suoi ascoltatori, condensato in un provocatorio mix di cinismo, autoironia e denuncia sociale. I dischi si rivelano presto innovativi poiché presentano sonorità che spaziano ben al di fuori dell'ambito hip hop classico.
Il 10 dicembre 2013 è stato distribuito per il download gratuito il primo album in studio Non è il mio genere, il genere umano, venendo ripubblicato su CD il 24 giugno dell'anno seguente attraverso la ThisPlay Urban. Nello stesso anno ha collaborato con i Funk Shui Project, apparendo nel loro album di debutto uscito nel corso del 2014.

### 2015-2016:Educazione sabauda
Nel 2015 è uscito il secondo album Educazione sabauda, accolto positivamente dalla critica. Il disco è il frutto di un anno e mezzo di lavoro, nonché quello in cui l'artista racconta senza filtri un periodo molto intenso della sua vita. L'album è costellato di citazioni più o meno dirette, rivolte ai grandi nomi dell'hip hop, del rock e della canzone d'autore (Cypress Hill, The Clash, Francesco Guccini), tanto che si chiude con un testo intenso e poetico (E allora ciao) in cui viene citato Luigi Tenco.
Particolare attenzione ha suscitato il singolo Io non sono razzista ma..., contenuto nell'album, che a seguito dell'esibizione del 23 aprile 2017 nel programma televisivo Che tempo che fa ha anche provocato una critica da parte di Maurizio Belpietro, che sul suo quotidiano La Verità ha biasimato l'artista per aver accusato l'Italia intera di xenofobia.

### 2017-2018:Sindrome di Tôret
Il 6 ottobre 2017 è uscito il terzo album Sindrome di Tôret, prodotto da 451. Il disco, che secondo Willie Peyote è la coniugazione ideale dei suoi due istinti musicali, quello rock e quello hip hop, è stato accolto molto positivamente.
Nel 2018 è stato pubblicato l'album 8 dei Subsonica, contenente una collaborazione di Willie Peyote che canta nel brano L'incubo, estratto come singolo l'8 marzo 2019. Il rapper, inoltre, ha preso parte al tour invernale della band torinese, esibendosi con essi anche sul palco del Concerto del Primo Maggio 2019 tenutosi a Roma.

### 2019-2021:Iodegradabile
Il 26 aprile 2019 è uscito l'album tributo Faber nostrum al cui interno è presente una reinterpretazione di Willie Peyote in chiave hip hop del brano Il bombarolo di Fabrizio De André. Nello stesso anno il rapper ha firmato un contratto con la Virgin Records pubblicando il 30 agosto dello stesso anno il singolo La tua futura ex moglie, volto ad anticipare il suo quarto album in studio. Intitolato Iodegradabile, il disco è stato distribuito il 25 ottobre ed è stato promosso anche dal secondo singolo Mango, presentato a settembre. All'album avrebbe dovuto seguire nel corso del 2020 la relativa tournée, posticipata tuttavia tra giugno e agosto 2021 a causa della pandemia di COVID-19.
Il 29 marzo 2020 ha reso disponibile il video di un freestyle intitolato Ogni giorno alle 18, uscito come contributo all'iniziativa benefica #teniamocistretti a favore degli ospedali torinesi. Il 1º maggio dello stesso anno ha invece pubblicato il singolo Algoritmo, realizzato in collaborazione con Don Joe e Shaggy. Il 13 novembre è stato presentato il singolo La depressione è un periodo dell'anno, il cui testo racconta con amarezza e lucidità il periodo di difficoltà dovuto alla pandemia di COVID-19.
Nel 2021 ha preso parte al 71º Festival di Sanremo con il brano Mai dire mai (la locura), classificandosi sesto e vincendo il Premio della Critica.
Il 4 marzo 2021 è uscito il suo libro Dov'è Willie?, una conversazione con Giuseppe Civati in cui discute varie tematiche, passando dalla scena musicale al contesto culturale, fino alla sua partecipazione al Festival di Sanremo.

### 2022-2024:Pornostalgia
L'8 aprile 2022 Willie Peyote è tornato sulle scene musicali attraverso la pubblicazione del brano Fare schifo, realizzato con la partecipazione di Michela Giraud, a cui ha fatto seguito il singolo La colpa al vento, uscito il 22 dello stesso mese. Entrambi i brani hanno anticipato il suo quinto album Pornostalgia, la cui uscita è avvenuta per il 6 maggio seguente. Per la sua realizzazione il rapper si è avvalso di vari artisti musicali e non, tra cui Emanuela Fanelli, i Fast Animals and Slow Kids, Jake La Furia e Samuel.
Al fine di promuovere il disco il rapper ha intrapreso una tournée estiva composta da varie date, molte delle quali originariamente programmate tra il 2020 e il 2021 ma cancellate a causa della pandemia di COVID-19.
Nel 2023 sono usciti due singoli stand-alone: il primo, Picasso, è stato reso disponibile il 16 maggio, mentre il secondo, intitolato Frecciarossa, è uscito il 15 settembre successivo.

### 2024-presente:Sulla riva del fiume
Il 26 aprile 2024 è uscito l'EP Sulla riva del fiume, anticipato il giorno precedente dal singolo Giorgia nel paese che si meraviglia. Il disco rappresenta un ritorno alle sonorità jazz-funk di Sindrome di Tôret e di Educazione sabauda. Il rapper ha annunciato che tale EP è la prima parte di un album vero e proprio, che andrà a concludere la cosiddetta trilogia sabauda, dove i primi due capitoli sono, appunto, Educazione sabauda e Sindrome di Tôret.
Il 17 maggio dello stesso anno è stato pubblicato il singolo Piani, seguito il 5 luglio da Bloody Mary con Pugni e Fudasca. Il 24 ottobre è stata la volta di Chissà, singolo in collaborazione con Ditonellapiaga e accompagnato dalla b-side Cowboy. Il 21 gennaio 2025 è uscito il singolo Entropia di Francesco Cavestri, a cui ha collaborato.
Nel febbraio 2025 ha partecipato per la seconda volta in gara al 75º Festival di Sanremo con il brano Grazie ma no grazie, classificatosi al sedicesimo posto al termine della manifestazione. Il 14 febbraio, nella quarta serata dedicata alle cover, ha duettato con Tiromancino e Ditonellapiaga cantando il brano Un tempo piccolo di Franco Califano, classificatosi al venticinquesimo posto. Nello stesso giorno è stata pubblicata la riedizione digitale di Sulla riva del fiume contenente quattro brani nuovi, tra cui Grazie ma no grazie e la bonus track Mai dire mai (la locura). Il 30 maggio è uscito il singolo Next.

## Discografia

### Album in studio
- 2013 – Non è il mio genere, il genere umano
- 2015 – Educazione sabauda
- 2017 – Sindrome di Tôret
- 2019 – Iodegradabile
- 2022 – Pornostalgia

### Album dal vivo
- 2019 – Ostensione della sindrome - Ultima cena

## Partecipazioni a manifestazioni canore
- Festival di Sanremo (Rai 1)
  - 2021 – 6º posto con Mai dire mai (la locura)
  - 2025 – 16º posto sezione "Campioni" con Grazie ma no grazie

## Opere
- Willie Peyote, Dov'è Willie?, People, 4 marzo 2021, ISBN 979-1280105301.

## Riconoscimenti
- Festival di Sanremo
  - 2021 – Premio della Critica "Mia Martini" con Mai dire mai (la locura)[28]